# Dubbelschaak
| 8 | kd                                     |    |   |   |    |   |   |   |
| 7 |                                        | rd |   |   |    |   |   |   |
| 6 |                                        |    |   |   |    |   |   |   |
| 5 |                                        |    |   |   |    |   |   |   |
| 4 | nl                                     |    |   |   |    |   |   |   |
| 3 |                                        |    |   |   |    |   |   |   |
| 2 |                                        |    |   |   |    |   |   |   |
| 1 | rl                                     |    |   |   | kl |   |   |   |
|   | a                                      | b  | c | d | e  | f | g | h |
|   | Wit speelt Pb6+ en geeft dubbelschaak. |    |   |   |    |   |   |   |

Dubbelschaak is een term uit het schaken. Het houdt in dat een koning door twee verschillende stukken aangevallen wordt (door meer dan twee is niet mogelijk) en dus letterlijk dubbel schaak staat. Een dubbelschaak kan alleen worden gegeven met behulp van een aftrekschaak. Op een enkele uitzondering na gebeurt dit doordat het stuk, dat men speelt om de weg van een ander stuk van de eigen kleur naar de vijandelijke koning vrij te maken (het aftrekschaak), tegelijk zelf ook de koning aanvalt.
De notatie van een dubbelschaak is niet anders dan voor een enkel schaak, dus een kruisje, † of +. In de (oudere) schaakliteratuur komt men ook wel twee kruisjes †† tegen.

## Vormen van dubbelschaak
In het eerste diagram speelt wit Pb6†. De zwarte koning wordt nu aangevallen door zowel de witte toren als het witte paard. Zwart staat dus dubbelschaak.
Met en passant slaan is het mogelijk dat dubbelschaak wordt gegeven zonder dat het gespeelde stuk zelf schaak geeft. In het tweede diagram is Zwart aan zet. Wit heeft zojuist c2-c4 gespeeld. Zwart antwoordt met b4×c3 e.p.† en geeft dubbelschaak met loper en toren.
Het is beperkt mogelijk om met twee dezelfde stukken dubbelschaak te geven:
met een pionpromotie 
of bij en passant slaan, waarbij beide aanvallende stukken een dame zijn.

## Opheffen van dubbelschaak
Dubbelschaak kan alleen worden opgeheven door een zet met de koning (die daarbij eventueel een van de schaakgevende stukken slaat), niet door tussenplaatsing of door de aanvaller te slaan zoals bij andere schaakjes. Zo kan Zwart in het eerste diagram niet antwoorden met Ta7 of T×b6, omdat er dan nog een schaak overblijft. De enige toegestane zet is Kb8.